# شيفيلي-روش
شيفيلي روش هي بلدية فرنسية تقع في إقليم الأردين في منطقة غراند إيست.

## الأماكن والمعالم الأثرية
- في قرية روش، المغسلة.
- في قرية شيفيلي، تم إدراج كنيسة سان-بيارمع مقبرتها ونافورة سان-بيير في قائمة المعالم التاريخية عام 1948.[6]

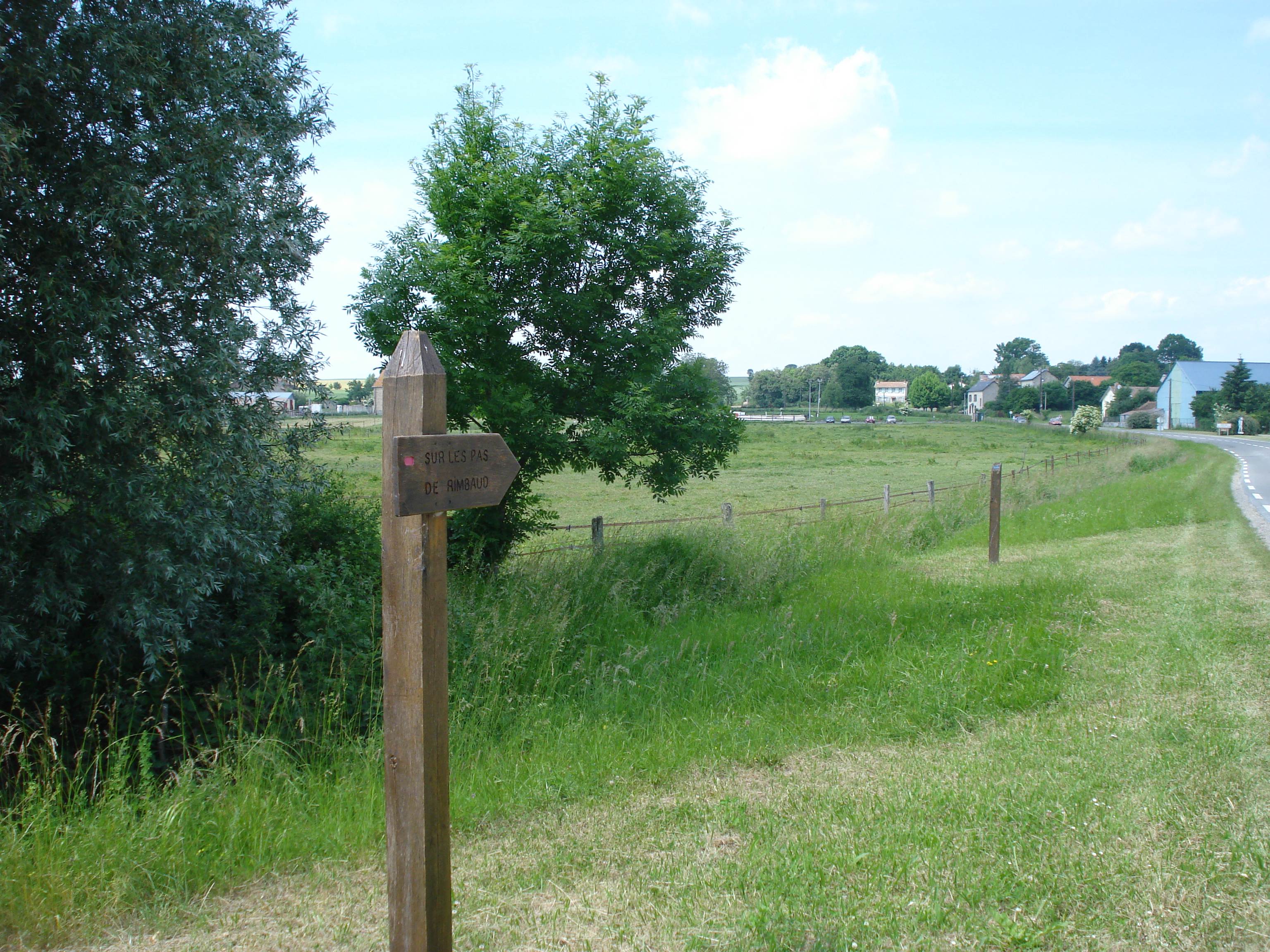
بالقرب من روش.
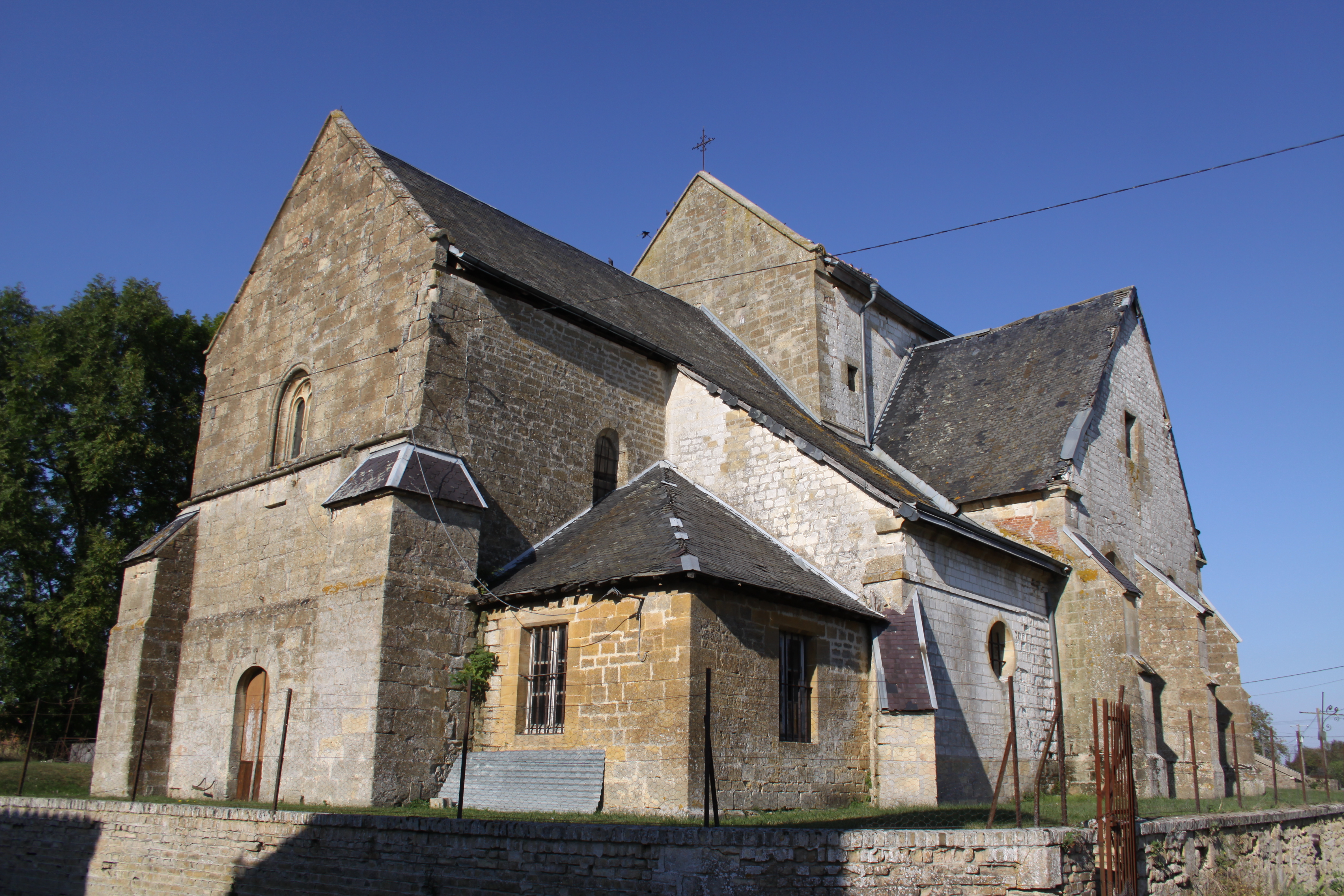
كنيسة القديس بطرس.
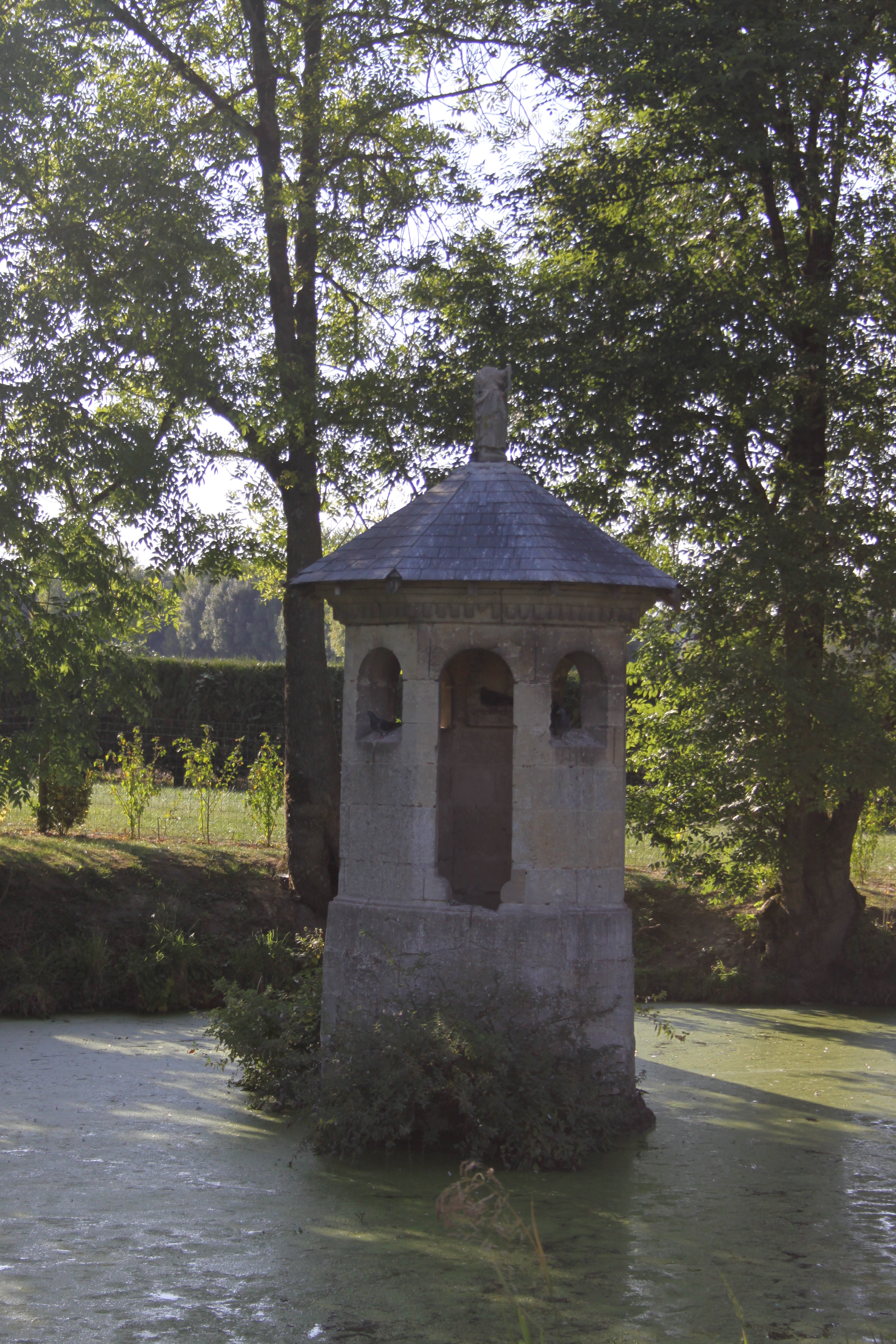
فونتين سانت بيير.
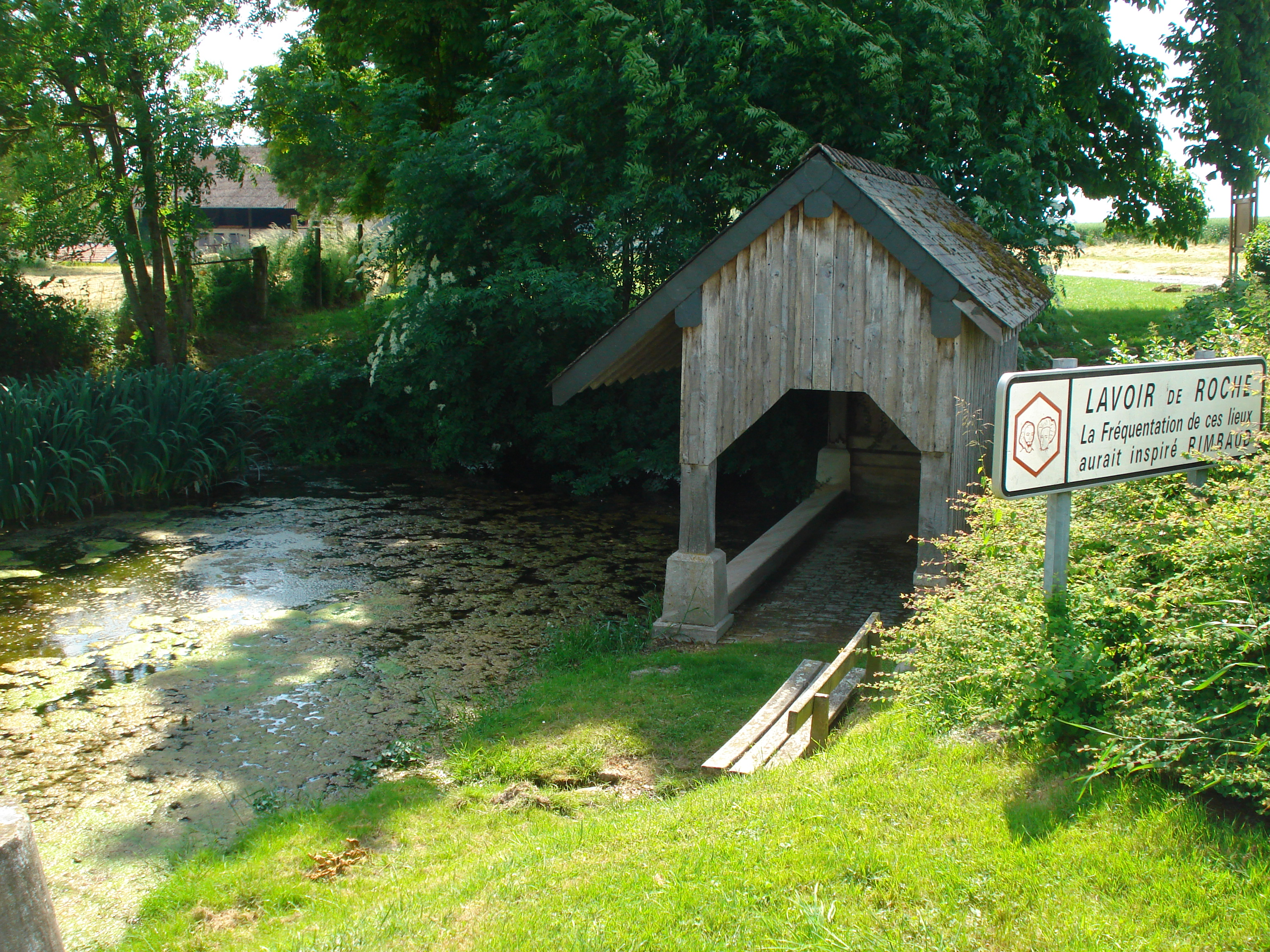
مغسلة روش.

## شخصيات مرتبطة بالبلدية
أقام آرثر رامبو في قرية روش، والدته فيتالي رامبو، التي كانت تدير مزرعة عائلية هناك. تملك عائلته الأم، كويف، التي تم توثيق وجودها منذ القرن السادس عشر في القرية، مزرعة هناك. كتب بعض أعماله هناك، ولا سيما Une saison en enfer و Le Bateau ivre، بينما كان يعيش بالقرب من غرفة الغسيل  في مزرعة كويف، التي كانت واحدة من أكثر المزارع فرضًا في القرية، لم يبق اليوم سوى جزء من الجدار. انتقلت هذه الملكية من والدة آرثر رامبو، فيتالي كويف، إلى أخت الشاعر إيزابيل، التي عاشت هناك مع زوجها باتيرني بيريشون. تحدث بول كلوديل عن ذلك في مذكراته عام 1912. أصبحت، خلال الحرب العالمية الأولى، مقر الكوماندانتور . في 12 أكتوبر 1918، غادر المحتلون الألمان المزرعة بعدما فجروها بالديناميت.

## معلومات كاملة للمراجع
- Claude, Carton (2004). Rimbaud, retour sur images ... (بالفرنسية). Editions Anciaux. p. 173. ISBN:2-914882-02-5..
- Suzanne Briet (1968). Madame Rimbaud (بالفرنسية). Lettres modernes, Minard. p. 134. {{استشهاد بكتاب}}: الوسيط غير المعروف |sous-titre= تم تجاهله (help)
- Yanny Hureaux (1994). Les Ardennes de Rimbaud (بالفرنسية). Didier Hatier. p. 191..
- Jean-Baptiste Baronian (2014). Dictionnaire Rimbaud. Bouquins (بالفرنسية). Éditions Robert Laffont..